# The Chronological Classics: Jimmie Lunceford and His Orchestra 1934-1935
| Recensione | Giudizio |
| ---------- | -------- |
| AllMusic   | [ 1 ]    |

The Chronological Classics: Jimmie Lunceford and His Orchestra 1934-1935 è una compilation del caporchestra jazz statunitense Jimmie Lunceford, pubblicato dall'etichetta discografica francese Classics Records nel 1990.

## Tracce
1. Chillum, Get Up – 3:03 (Kaye Parker) – Registrato il 7 novembre 1934 a New York
2. Solitude – 3:10 (Duke Ellington, DeLange) – Registrato il 7 novembre 1934 a New York
3. Rain – 3:20 (Eugene Ford, Swansstrom, Morgan) – Registrato il 17 dicembre 1934 a New York
4. Since My Best Gal Turned Me Down – 3:30 (Ray Ludwig, Howdy Quicksell) – Registrato il 17 dicembre 1934 a New York
5. Jealous – 3:07 (Little Jack Little (John Leonard), Tommie Malie, Dick Finch) – Registrato il 17 dicembre 1934 a New York
6. Rhythm Is Our Business – 3:08 (Jimmie Lunceford, Saul Chaplin, Sammy Cahn) – Registrato il 18 dicembre 1934 a New York
7. I'm Walking Through Heaven with You – 3:12 (Jimmie Lunceford) – Registrato il 18 dicembre 1934 a New York
8. Shake Your Head (From Side to Side) – 2:52 (Sammy Cahn, Ernest Grundlehner) – Registrato il 18 dicembre 1934 a New York
9. Sleepy Time Gal – 3:08 (Richard A. Whiting, Ange Lorenzo, Joseph Alden) – Registrato il 29 maggio 1935 a New York
10. Bird of Paradise – 3:20 (Duke Ellington) – Registrato il 29 maggio 1935 a New York
11. Rhapsody Junior – 3:23 (Duke Ellington) – Registrato il 29 maggio 1935 a New York
12. Runnin' Wild – 3:11 (Joe Grey, Leo Wood, A. H. Gibbs) – Registrato il 29 maggio 1935 a New York
13. Four or Five Times – 3:07 (Marco H. Helman, Byron Gay) – Registrato il 29 maggio 1935 a New York
14. (If I Had) Rhythm in My Nursery Rhymes – 3:01 (Sammy Cahn, Don Raye, Saul Chaplin, Jimmie Lunceford) – Registrato il 29 maggio 1935 a New York
15. Babs – 3:07 (Joe Young, Fred Emil Ahlert) – Registrato il 23 settembre 1935 a New York
16. Swanee River – 2:45 (Stephen Foster) – Registrato il 23 settembre 1935 a New York
17. Thunder – 3:45 (Sam M. Lewis, Henry Manners) – Registrato il 23 settembre 1935 a New York
18. Oh Boy – 3:10 (Eddie Durham, Jimmie Lunceford) – Registrato il 23 settembre 1935 a New York
19. (You Take the East, Take the West, Take the North) I'll Take the South – 2:40 (Raymond Klages, Jack Palmer) – Registrato il 30 settembre 1935 a New York
20. Avalon – 3:05 (Al Jolson, Vincent Rose, Buddy DeSylva) – Registrato il 30 settembre 1935 a New York
21. Charmaine – 2:50 (Ernö Rapée, Lew Pollack) – Registrato il 30 settembre 1935 a New York
22. Hittin' the Bottle – 3:02 (Ted Koehler, Harold Arlen) – Registrato il 30 settembre 1935 a New York

## Musicisti
Chillum, Get Up / Solitude / Rain / Since My Best Gal Turned Me Down / Jealous / Rhythm Is Our Business / I'm Walking Through Heaven with You / Shake Your Head (From Side to Side)

Jimmie Lunceford and His Orchestra
- Jimmie Lunceford - arrangiamenti, direttore orchestra
- Eddie Tompkins - tromba
- Tommy Stevenson - tromba
- Sy Oliver - tromba
- Sy Oliver - voce in trio (brani: Chillum, Get Up, Rain e Since My Best Gal Turned Me Down)
- Sy Oliver - arrangiamento (brani: Chillum, Get Up, Rain, Since My Best Gal Turned Me Down e Shake Your Head (From Side to Side))
- Henry Wells - trombone a pistoni
- Henry Wells - voce solista (brani: Chillum, Get Up, Solitude, Jealous e I'm Walking Through Heaven with You)
- Henry Wells - voce in trio (brani: Chillum, Get Up, Rain e Since My Best Gal Turned Me Down)
- Russell Bowles - trombone
- Willie Smith - clarinetto, sassofono alto, sassofono baritono
- Willie Smith - voce solista, cori (brano: Rhythm Is Our Business)
- Willie Smith - voce in trio (brani: Chillum, Get Up, Rain e Since My Best Gal Turned Me Down)
- Earl Carruthers - clarinetto, sassofono alto, sassofono baritono
- Laforet Dent - sassofono alto
- Joe Thomas - clarinetto, sassofono tenore
- Edwin Wilcox - pianoforte
- Edwin Wilcox - arrangiamenti (brani:: Jealous, Rhythm Is Our Business e I'm Walking Through Heaven with You)
- Al Norris - chitarra
- Moses Allen - contrabbasso
- Jimmy Crawford - batteria, vibrafono

Sleepy Time Gal / Bird of Paradise / Rhapsody Junior / Runnin' Wild / Four or Five Times / (If I Had) Rhythm in My Nursery Rhymes

Jimmie Lunceford and His Orchestra
- Jimmie Lunceford - arrangiamenti, direttore orchestra
- Jimmie Lunceford - sassofono alto (brano: Sleepy Time Gal)
- Eddie Tompkins - tromba
- Paul Webster - tromba
- Sy Oliver - tromba
- Sy Oliver - voce solista (brani: Runnin' Wild e Four or Five Times)
- Sy Oliver - arrangiamenti (brano: Four or Five Times)
- Elmer Crumbley - trombone
- Russell Bowles - trombone
- Eddie Durham - tromba, chitarra
- Eddie Durham - arrangiamenti (brani: Bird of Paradise e Rhapsody Junior)
- Willie Smith - clarinetto, sassofono alto, sassofono baritono
- Willie Smith - voce solista (brano: (If I Had) Rhythm in My Nursery Rhymes)
- Willie Smith - arrangiamenti (brano: Runnin' Wild)
- Laforet Dent - sassofono alto
- Dan Grissom - clarinetto, sassofono alto (eccetto brano: Sleepy Time Gal)
- Earl Carruthers - clarinetto, sassofono alto, sassofono baritono
- Joe Thomas - clarinetto, sassofono tenore
- Edwin Wilcox - pianoforte, celesta
- Edwin Wilcox - arrangiamenti (brani: Sleepy Time Gal, Bird of Paradise, Rhapsody Junior e (If I Had) Rhythm in My Nursery Rhymes)
- Al Norris - chitarra
- Moses Allen - contrabbasso
- Jimmy Crawford - batteria, vibrafono

Babs / Swanee River / Thunder / Oh Boy / (You Take the East, Take the West, Take the North) I'll Take the South / Avalon / Charmaine / Hittin' the Bottle

Jimmie Lunceford and His Orchestra
- Jimmie Lunceford - arrangiamenti, direttore orchestra
- Eddie Tompkins - tromba
- Paul Webster - tromba
- Sy Oliver - tromba
- Sy Oliver - voce solista (brani: (You Take the East e Take the West, Take the North) I'll Take the South e Hittin' the Bottle)
- Sy Oliver - voce in trio (brani: Babs, (You Take the East e Take the West, Take the North) I'll Take the South)
- Sy Oliver - arrangiamenti (brani: Babs, Swanee River, (You Take the East e Take the West, Take the North) I'll Take the South e Charmaine)
- Elmer Crumbley - trombone
- Russell Bowles - trombone
- Eddie Durham - tromba, chitarra
- Eddie Durham - arrangiamenti (brani: Oh Boy, Avalon e Hittin' the Bottle)
- Willie Smith - clarinetto, sassofono alto, sassofono baritono
- Dan Grissom - clarinetto, sassofono alto
- Dan Grissom - voce solista (brani: Thunder e Charmaine)
- Dan Grissom - voce in trio (brani: ''Babs, (You Take the East e Take the West, Take the North) I'll Take the South)
- Earl Carruthers - clarinetto, sassofono alto, sassofono baritono
- Joe Thomas - clarinetto, sassofono tenore
- Willie Smith - clarinetto, sassofono alto, sassofono baritono
- Willie Smith - voce in trio (brani: ''Babs, (You Take the East e Take the West, Take the North) I'll Take the South)
- Edwin Wilcox - pianoforte, celesta
- Edwin Wilcox - arrangiamenti (brano: Thunder)
- Al Norris - chitarra
- Moses Allen - contrabbasso
- Jimmy Crawford - batteria, vibrafono[2]